# Кари (чтец Корана)
Ка́ри (араб. قَارِئ‎, «чтец») — человек, который декламирует Коран согласно таджвиду, то есть, особым правилам.

## История
Декламация Корана, кираат, играла значительную роль в ритуальной практике уже с первых лет возникновения мусульманской общины. После смерти Мухаммеда у мусульман не было законченной книги его откровений, сохранились лишь отрывочные записи, к тому же некоторые верующие (хафизы) помнили значительную часть откровений наизусть. Отсутствие диакритических знаков в арабском письме приводило к разночтениям в сохранившихся откровениях, что приводило к разногласиям среди первых мусульман. Это могло стать причиной серьёзных политических проблем, так как Коран играл основополагающую роль в регламентации жизни мусульманской общины и всего Арабского халифата. Во времена правления халифа Усмана (между 650 и 656 гг.) была предпринята попытка выработки единого текста Корана. Специальная группа лиц, профессионально занимавшихся запоминанием и декламацией Корана (куррā’, мн.ч. от кāри’) сохраняли в памяти текст откровений пророка Мухаммада.
С конца VII по конец IX в. велась работа по внедрению в «официальный» текст Корана диакритических знаков. Дошедшие до наших дней рукописи сохранили предлагавшиеся варианты огласовок. Большой вклад в создание однозначной огласовки Корана внесли Наср ибн Асим (ум. в 707 г.) и Яхья ибн Ямур (ум. в 746 г.). Одновременно с проблемой огласовки решалась и проблема анализа реальных расхождений в рукописях и составления сводов кираатов. Проблемам чтения Корана были посвящены работы ранних исламских богословов. Так Ибн Абу Дауд (ум. в 928 г.) проанализировал ранние списки Корана и выделил ряд «неканонических» вариантных кираатов.
«Имам чтецов Багдада» Ибн Муджахид (859—936) в своём сочинении «Кырā’ат ас-саб‘а» представил семь систем кираата, бытовавшие в Мекке, Медине, Дамаске, Басре и Куфе. Каждая из этих систем была дана в двух несколько отличающихся вариантах передачи (ривайа). Другие богословы говорили о 10 и 14 кираатах. Из вошедших в труд Ибн Муджахида кираатов в настоящее время практически сохраняют значение только система куфийского кари Асыма (ум. в 744 г.) в передаче Хафса (ум. в 805 г.) и система мединского кари Нафи аль-Мадани (ум. в 785 г.). На кираате Асыма основано египетское издание Корана (1919, 1923, 1928 гг.), которое завершило труд поколений мусульманских учёных в ильм аль-кираат и переиздаётся во всех мусульманских странах. Система Нафи сохраняет популярность в Северной Африке.

## Список четырнадцати кираатов
| чтецы                             | передатчики               |
| --------------------------------- | ------------------------- |
| Ибн Амир аль-Яхсуби (ум. 736)     | Хишам ибн Аммар           |
| Ибн Амир аль-Яхсуби (ум. 736)     | Ибн Закван                |
| Ибн Касир аль-Макки (ум. 737/738) | аль-Баззи                 |
| Ибн Касир аль-Макки (ум. 737/738) | Канбуль                   |
| Асим ибн Абу Наджуд (ум. 744/745) | Шу‘ба ибн Айяш            |
| Асим ибн Абу Наджуд (ум. 744/745) | Хафс аль-Куфи             |
| Абу Амр ибн аль-Аля (ум. 770)     | ад-Дури                   |
| Абу Амр ибн аль-Аля (ум. 770)     | ас-Суси                   |
| Хамза аз-Зайят (ум. 772/773)      | Халаф аль-Баззар          |
| Хамза аз-Зайят (ум. 772/773)      | Халлад ибн Халид          |
| Нафи аль-Мадани (ум. 785)         | Варш аль-Мисри            |
| Нафи аль-Мадани (ум. 785)         | Калун                     |
| Абу-ль-Хасан аль-Кисаи (ум. 804)  | Абу аль-Харис аль-Багдади |
| Абу-ль-Хасан аль-Кисаи (ум. 804)  | ад-Дури                   |
| Абу Джафар аль-Мадани (ум. 747)   | Иса ибн Вирдан            |
| Абу Джафар аль-Мадани (ум. 747)   | Ибн Джаммаз               |
| Якуб аль-Хадрами (ум. 820/821)    | Мухаммад Рувайс           |
| Якуб аль-Хадрами (ум. 820/821)    | Равх ибн Абд аль-Мумин    |
| Халяф аль-Багдади (ум. 843/844)   | Исхак аль-Варрак          |
| Халяф аль-Багдади (ум. 843/844)   | Идрис аль-Хаддад          |
| Хасан аль-Басри (ум. 728)         | Абу Нуайм аль-Балхи       |
| Хасан аль-Басри (ум. 728)         | ад-Дури                   |
| Мухаммад ибн Мухайсин (ум. 740)   | аль-Баззи                 |
| Мухаммад ибн Мухайсин (ум. 740)   | Ибн Шаннабуз              |
| Сулейман аль-Амаш (ум. 765)       | аль-Хасан аль-Мутавви     |
| Сулейман аль-Амаш (ум. 765)       | аш-Шаннабузи              |
| Яхья аль-Язиди (ум. 817)          | Сулейман аль-Хайят        |
| Яхья аль-Язиди (ум. 817)          | Ахмад ибн Фарах           |

## Декламация Корана
Наука чтения Корана произвела соответствующее искусство интонирования Корана по правилам таджвида. Это ритуальное пение позволяло большим общинам мусульман относительно легко следовать кораническим текстам. Религиозные деятели, работающие в мечетях, до сих пор заучивают Коран, чтобы помочь верующим в толковании откровений. В некоторых арабских странах профессиональные обязанности по чтению Корана на праздниках и службах в мечетях обычно возлагаются на слепых, которые с детства обучаются кираату, чтобы прокормить себя.
Современные декламаторы Корана:
- Абдуль-Басит Абдус-Самад
- Мишари Рашид аль-Афаси
- Ясир ад-Даусари
- Мухаммад аль-Миншави
- Муаммар З.А.
- Ахмад ар-Рузейкы
- Абдуррахман ас-Судейс
- Абу Бакр аш-Шатри